# Sondakan
Sondakan is een bestuurslaag in het regentschap Surakarta van de provincie Midden-Java, Indonesië. Sondakan telt 10.224 inwoners (volkstelling 2010).